# Apenburg-Winterfeld
Apenburg-Winterfeld est une commune (classée comme marché, flecken) allemande située dans l'arrondissement d'Altmark-Salzwedel et l'état (land) de Saxe-Anhalt. La commune appartient à la communauté d'administration de Beetzendorf-Diesdorf.

## Géographie

### Quartiers

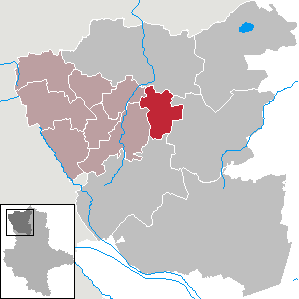
Situation d'Apenburg-Winterfeld dans l'arrondissement d'Altmark-Salzwedel

- Altensalzwedel
- Apenburg
- Baars
- Hagen
- Klein Apenburg
- Quadendambeck
- Recklingen
- Rittleben
- Saalfeld
- Winterfeld